# 迈耶百科词典
《迈耶百科词典》（Meyers Konversations-Lexikon）是德国学者、出版商约瑟夫·迈耶出版的一部百科全书，由他本人创立的莱比锡文献学研究所出版。1839年-1852年初版46卷，1840年-1855年又补编6卷。1971-1979年出版第9版25卷。共收25万条目
《迈耶百科词典》首创了在百科全书中编入地图卷的做法。以重视新技术，解说通俗见称。二战期间因在第8版中鼓吹纳粹主义而被人诟病。
两德统一前，东德在1961-1964年出版了《新迈耶百科词典》（Meyers Neues Lexikon），初版8卷，1972年第2版18卷，收12万个小条目。